# D. J. Smith
Denis „D. J.“ Smith (* 13. Mai 1977 in Windsor, Ontario) ist ein ehemaliger kanadischer Eishockeyspieler und derzeitiger -trainer. Während seiner aktiven Karriere bestritt er 45 Partien für die Toronto Maple Leafs und die Colorado Avalanche in der National Hockey League, kam jedoch überwiegend für deren Farmteams in der American Hockey League zum Einsatz. Von Mai 2019 bis Dezember 2023 fungierte er als Cheftrainer der Ottawa Senators und ist seit Februar 2024 als Assistenztrainer der Los Angeles Kings in der NHL aktiv.

## Karriere

### Als Spieler
D. J. Smith verbrachte seine Juniorenzeit unter anderem bei den Windsor Bulldogs in der Western Ontario Hockey League, bevor er zur Saison 1994/95 zu den Windsor Spitfires in die Ontario Hockey League (OHL) wechselte, die ranghöchste Nachwuchsliga seiner Heimatprovinz. Bei den Spitfires etablierte er sich als körperlich robuster Abwehrspieler, so verzeichnete er in den zwei folgenden Saison jeweils über 200 Strafminuten und wurde parallel dazu im NHL Entry Draft 1995 an 41. Position von den New York Islanders ausgewählt. Die Islanders jedoch gaben die Rechte an ihm bereits im März 1996 samt Wendel Clark und Mathieu Schneider an die Toronto Maple Leafs ab und erhielten im Gegenzug Darby Hendrickson, Sean Haggerty, Kenny Jönsson sowie ein Erstrunden-Wahlrecht im NHL Entry Draft 1997. Sein Profidebüt gab der Kanadier folglich bei den St. John’s Maple Leafs, dem Farmteam Torontos, in der American Hockey League (AHL). Darüber hinaus wurde er 1997 im Second All-Star Team der OHL berücksichtigt.
Während der Spielzeit 1996/97 bestritt Smith seine ersten acht Partien für die Toronto Maple Leafs in der National Hockey League (NHL), jedoch gelang es ihm im Laufe der folgenden Jahre nicht, sich dort zu etablieren. Bis auf weitere drei Einsätze in der Saison 1999/00 stand er ausschließlich in St. John’s in der AHL auf dem Eis. Schließlich wechselte er im März 2002 samt Marty Wilford zu den Nashville Predators, die dafür Marc Moro in die kanadische Metropole transferierten. Noch am gleichen Tage jedoch wurde der Abwehrspieler weiter zu der Colorado Avalanche geschickt, während Nashville ein Wahlrecht für die neunte Runde des NHL Entry Draft 2002 erhielt. Die folgende Spielzeit 2002/03 markierte die einzige in seiner Karriere, in der er überwiegend in der NHL zum Einsatz kam, so bestritt er 34 Partien für die Avalanche. In Summe wurde er jedoch abermals hauptsächlich in der AHL eingesetzt, bei den Hershey Bears, in deren Trikot er sich im Januar 2004 eine Knieverletzung zuzog, die in der Folge das Ende seiner aktiven Laufbahn bedeuten sollte. Insgesamt hatte Smith 45 NHL- sowie 410 AHL-Spiele bestritten.

### Als Trainer
Zu Beginn seiner Trainerkarriere kehrte Smith zu den Windsor Spitfires zurück und war dort von 2004 bis 2012 als Assistenztrainer tätig. Innerhalb der Ontario Hockey League wechselte er zur Saison 2012/13 zu den Oshawa Generals, bei denen er erstmals die Position des Cheftrainers übernahm. In seinem zweiten Jahr in Oshawa erhielt er die Matt Leyden Trophy als bester Trainer der OHL und wurde zudem ins First All-Star Team der Liga gewählt. Der sportliche Erfolg stellte sich im Jahr darauf ein, so führte er das Team zur OHL-Meisterschaft in Form des J. Ross Robertson Cup sowie wenig später auch zum Gewinn des Memorial Cup 2015. Internationale Erfahrung sammelte er in seiner Zeit bei den Generals als Assistent von Dale Hunter, mit dem er die U18-Nationalmannschaft Kanadas zur Goldmedaille beim Ivan Hlinka Memorial Tournament 2013 führte.
Anschließend kehrte Smith in den Profibereich zurück, so wurde er als Assistent von Cheftrainer Mike Babcock bei den Toronto Maple Leafs angestellt, seinem früheren Arbeitgeber. Diese Funktion hatte er vier Jahre lang inne, bevor er im Mai 2019 als neuer Cheftrainer der Ottawa Senators vorgestellt wurde. Zu diesem Zeitpunkt wurde er damit hinter Jeremy Colliton von den Chicago Blackhawks zum zweitjüngsten der 31 NHL-Trainer.
Smith führte die Senators durch eine Zeit des sportlichen Misserfolgs bzw. des Wiederaufbaus („Rebuild“), der jedoch in über vier Jahren seiner Amtszeit keine wesentlichen Fortschritte erkennen ließ. Das Team verpasste unter ihm stets die Playoffs, bevor er im Dezember 2023 – zu diesem Zeitpunkt war Ottawa Letzter der Atlantic Division – entlassen wurde. Interimsweise wurde er durch Jacques Martin ersetzt. Wenig später, bereits im Februar 2024, engagierten ihn die Los Angeles Kings als neuen Assistenten von Jim Hiller.

## Erfolge und Auszeichnungen
Als Spieler
- 1997 OHL Second All-Star Team

Als Trainer
| - 2013 OHL Third All-Star Team - 2013 Goldmedaille beim Ivan Hlinka Memorial Tournament (als Assistenztrainer) - 2014 Matt Leyden Trophy | - 2014 OHL First All-Star Team - 2015 J.-Ross-Robertson-Cup-Gewinn mit den Oshawa Generals - 2015 Memorial-Cup-Gewinn mit den Oshawa Generals |

## Karrierestatistik
(Legende zur Spielerstatistik: Sp oder GP = absolvierte Spiele; T oder G = erzielte Tore; V oder A = erzielte Assists; Pkt oder Pts = erzielte Scorerpunkte; SM oder PIM = erhaltene Strafminuten; +/− = Plus/Minus-Bilanz; PP = erzielte Überzahltore; SH = erzielte Unterzahltore; GW = erzielte Siegtore; 1 Play-downs/Relegation; Kursiv: Statistik nicht vollständig)